# Rafael Casanova i Comes
Rafael Casanova i Comes (Moià, Moianès, 1660 - Sant Boi de Llobregat, Baix Llobregat, 2 mei 1743), was een Catalaans doctor in de Rechten en jurist. 
Hij was de laatste voorzitter van het Consell de Cent, een functie die te vergelijken is met die van burgemeester. Tijdens de Spaanse Successieoorlog stond hij aan de kant van de Habsburgse Keizer Karel VI. Tijdens het Beleg van Barcelona (1713-1714) was hij tevens lid van de regering van het Prinsdom Catalonië, de Barcelonese stadsmilitie (Coronela da Barcelona) en gouverneur van het garnizoen van de stad.

## Afkomst

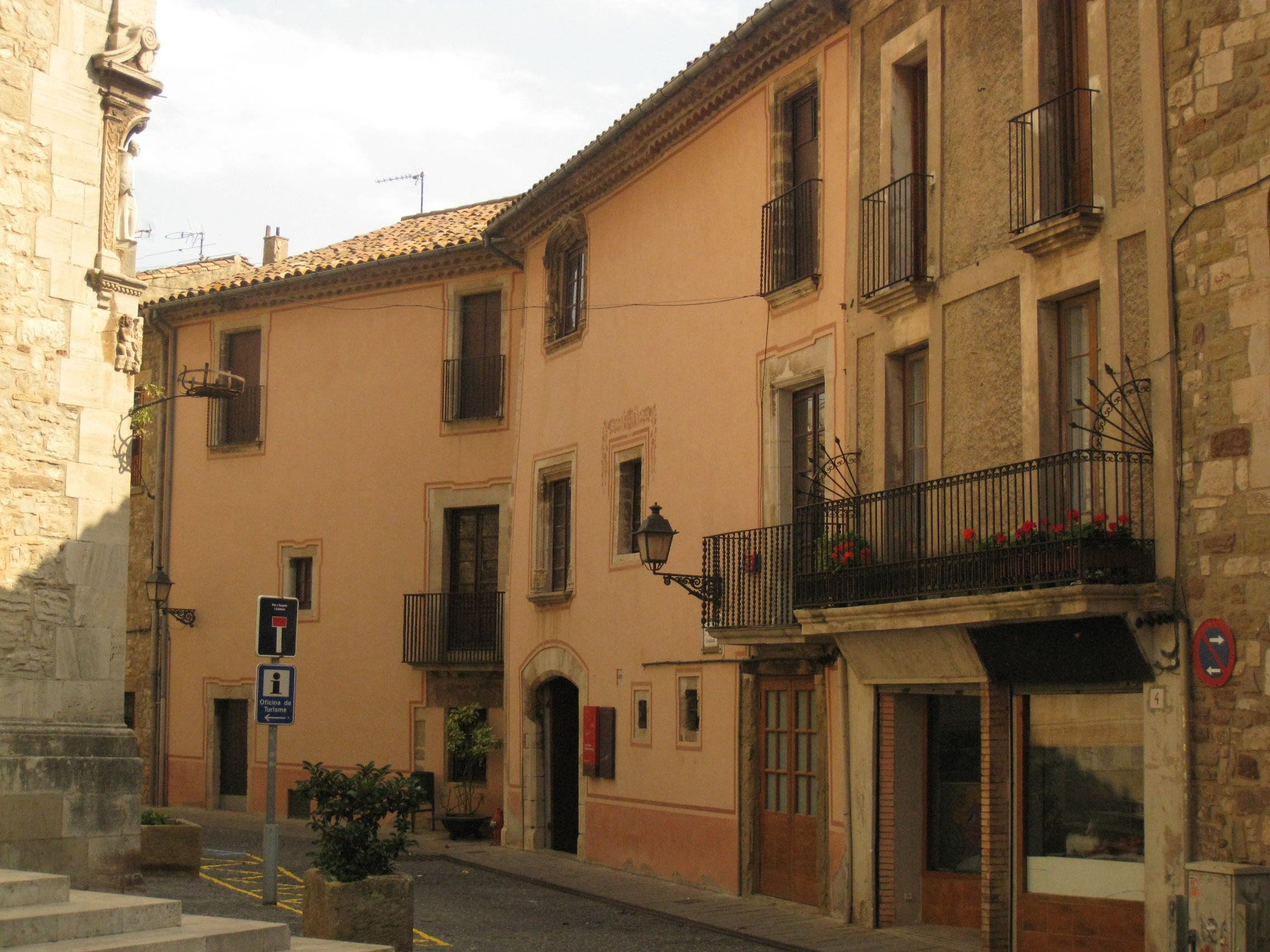
Geboortehuis in Moià, nu Rafael Casanovamuseum, als onderdeel van het Museum voor de Geschiedenis van Catalonië

Hij was een van de elf kinderen van Rafael Casanova i Solà (1625-1682), een  landeigenaar, en van Maria Comes i Sors (†1684) uit Lliçà d'Amunt. Het was een welgestelde familie die leefde van de landbouw en de handel in graan en wol. Zijn vader was actief in de politiek van zijn geboortedorp en werd kort voor zijn dood baljuw. 
De oudste zoon (Francesc) werd universeel erfgenaam. Zoals toen gebruikelijk was stond er voor de jongere zoons uit de betere families alleen een kerkelijke, militaire of juridische carrière open. Een van zijn broers werd seculier priester en twee traden in de orde van de Dominicanen, Rafael koos voor een studie als jurist aan het Studium Generale in Barcelona. Over de dochters is verder weinig bekend. De precieze datum van zijn promotie tot doctor is ook onzeker, alhoewel 18 jaar in die tijd gebruikelijk was. In het testament van zijn moeder uit 1678 wordt hij al als doctor vermeld. Van dan af verblijft hij het grootste deel van zijn tijd in Barcelona. In 1696 huwt hij Maria Bosch i Barba uit Sant Boi de Llobregat, met wie hij vier kinderen had: Francesc, de tweeling Pau en Teresa en Rafael. De eerste drie zijn jong gestorven. Rafael jr. heeft zijn vader zijn hele leven vergezeld.

## Carrière
De politieke carrière van Casanova valt voor een groot deel midden in de bewogen tijden van de Spaanse Successieoorlog (1701-1713/15), waarbij Catalonië de kant van de Habsburgers, tegen het Frans-Spaans huis Bourbon gekozen had.
Op 25 januari 1706 wordt hij derde raadslid van het Consell de Cent. Een jaar later benoemt Karel VI hem tot ereburger van de stad Barcelona. In die functie neemt hij deel aan de Junta del Braços - een vergadering van de Generalitat de Catalunya die bijeengeroepen werd om in uitzonderlijke omstandigheden de nodige beslissingen te treffen. Het ging erom te beslissen of Catalonië na de Vrede van Utrecht (1713) zou capituleren of de oorlog alleen verder zetten. De vergadering koos voor het voortzetten van de strijd. Een Geheime Raad met vijf leden werd opgericht om voorstellen van generaal Antoni de Villaroel i Peláez, die het opperbevel van de Catalaanse troepen had, te bestuderen. Vanaf november 1713 was Casanova lid van die raad, als opvolger van Manuel Flix.
Op 25 juli 1713 begint het Beleg van Barcelona dat in zijn eerste fase moeizaam verloopt, van uit het standpunt van de Filips V. Op 30 november, tijdens het beleg, wordt Casanova verkozen tot voorzitter van het Consell de Cent. In juny 1714 krijgt Filip V krijgt versterking Lodewijk XIV , die vooral de artillerie versterkt met modernere wapens en bovendien de Haven van Barcelona blokkeert. Op 11 september daarop valt de stad. Vier dagen later schaft James FitzJames, hertog van Berwick de Consell de Cent af, laat de archieven verzegelen. De bezittingen van diverse prominente verdedigers van de stad worden aangeslagen. Casanova trekt naar Sant Boi de Llobregat op het landgoed van zijn zoon. Hij oefent opnieuw het beroep van advocaat uit tot hij in 1737 met pensioen gaat. Hij overlijdt in Sant Boi op 2 mei 1743.

## Erkenning
- Op het einde van de 19de eeuw wordt de Carrer de Casanova in het Eixample van Barcelona naar hem genoemd.[6]
- In 1888 wordt een bronzen standbeeld (beeldhouwer: Rossend Nobas i Ballbé) ingewijd aan de Passeig Lluís Companys, dat later verplaatst wordt naar de Ronda de Sant Pere, de plaats waar Casanova tijdens het beleg gewond neergevallen is. Tijdens de Franquistische dictatuur werd het beeld verwijderd en pas na de terugkeer van de democratie teruggeplaatst.[7]
- Zijn grafstee in Sant Boi de Llobregat en het standbeeld in Barcelona worden elk jaar uitgebreid in de bloemen gezet tijdens de Diada Nacional de Catalunya.
- Het ouderlijke huis in Moià werd omgebouwd tot museum.[8]

- Biblioteca Nacional de España: XX958537
- Catàleg d'autoritats de noms i títols de Catalunya: 981058520233706706
- Gemeinsame Normdatei: 119409852
- International Standard Name Identifier: 0000 0000 5956 4098
- Library of Congress Control Number: n99029275
- Virtual International Authority File: 69738327
- WorldCat: E39PBJm4V97MdDHJmdQgjxqPcP